# Almik
Almik (Solenodon) – rodzaj ssaków z rodziny almikowatych (Solenodontidae).

## Zasięg występowania
Rodzaj obejmuje jeden żyjący współcześnie gatunek występujący na Haiti oraz dwa gatunki wymarłe które występowały na Kubie i Haiti.

## Morfologia
Długość ciała (bez ogona) 270–490 mm, długość ogona 200–250 mm, długość ucha 21–38 mm, długość tylnej stopy 56–72 mm; masa ciała 620–1166 g (dotyczy gatunku występującego współcześnie).

## Systematyka
Rodzaj zdefiniował w 1833 roku niemiecki przyrodnik Johann Friedrich von Brandt na łamach Mémoires de l’Académie impériale des sciences de St.-Pétersbourg. Na gatunek typowy Brandt wyznaczył (oznaczenie monotypowe) almika haitańskiego (S. paradoxus).

### Etymologia
- Solenodon: gr. σωληνος sōlēnos ‘kanał, rowek’; οδους odous, οδοντος odontos ‘ząb’[8].
- Antillogale: ang. The Antilles (pol. Antyle), grupa wysp na Morzu Karaibskim; gr. γαλεη galeē lub γαλη galē ‘łasica’[2]. Gatunek typowy (oryginalne oznaczenie): Antillogale marcanoi B. Patterson, 1962.

### Podział systematyczny
Do rodzaju należą następujące współczesne gatunki:
- Solenodon arredondoi Morgan & Ottenwalder, 1993 – almik wielki – takson wymarły
- Solenodon paradoxus Brandt, 1833 – almik haitański
- Solenodon marcanoi (B.D. Patterson, 1962) – almik hispaniolski – takson wymarły